# William Jackson Bean
William Jackson Bean (26 tháng 5 năm 1863, Yorkshire – 19 tháng 4 năm 1947, Kew, Surrey) là một nhà thực vật học và chuyên gia trồng trọt, và là người phụ trách Vườn thực vật hoàng gia Kew từ năm 1922 đến năm 1929. Ông là tác giả của một số loài cây gỗ vào thảo mộc được trồng ở đây.
Ông là người viết hai công trình tham khảo gồm hai tập Trees and Shrubs Hardy in the British Isles, được xuất bản vào năm 1914. Tái bản có sửa chữa được của công trình này vẫn còn đóng vị trí cuốong sách tham khảo tiêu chuẩn đối với cây thân gỗ ở nước Anh ngày nay.